# Cogimex
Le groupe Cogimex est un fabricant et distributeur de jeans depuis près de 30 ans. Le groupe est fournisseur agréé de jeans pour de grandes marques de distribution tant en France qu'aux États-Unis.

## Siège social de Sainte-Maxime
À Sainte-Maxime sont regroupés :
- le Siège Social de l'entreprise,
- le Service Financier,
- l'Entrepôt Général pour le marché européen.

La proximité du port de Marseille permet à la société Cogimex d'optimiser les délais d'arrivage marchandises en provenance de ses différents sites de production.

## Clientèle
Ses clients sont la grande distribution française (Carrefour, Auchan, Vétimarché, etc.), de grand comptes Américains (Wal*Mart, Gloriavanderbilt, Steve and Barry's, Sear's, Costco, etc.) ainsi que des clients de plus petites tailles comme Défi Mode, Giga Stores, etc.